# Distrito electoral de Barley
Barley (en inglés: Barley Precinct) es un distrito electoral ubicado en el condado de Cherry en el estado estadounidense de Nebraska. En el Censo de 2010 tenía una población de 89 habitantes y una densidad poblacional de 0,07 personas por km².

## Geografía
Barley se encuentra ubicado en las coordenadas 42°40′2″N 101°19′14″O / 42.66722, -101.32056. Según la Oficina del Censo de los Estados Unidos, Barley tiene una superficie total de 1267.85 km², de la cual 1263.97 km² corresponden a tierra firme y (0.31%) 3.88 km² es agua.

## Demografía
Según el censo de 2010, había 89 personas residiendo en Barley. La densidad de población era de 0,07 hab./km². De los 89 habitantes, Barley estaba compuesto por el 96.63% blancos, el 1.12% eran amerindios y el 2.25% pertenecían a dos o más razas.